# Kuba az 1972. évi nyári olimpiai játékokon
Kuba az NSZK-beli Münchenben megrendezett 1972. évi nyári olimpiai játékok egyik részt vevő nemzete volt. Az országot az olimpián 14 sportágban 137 sportoló képviselte, akik összesen 8 érmet szereztek.

## Érmesek
| Érem  | Versenyző | Sportág    | Versenyszám         |
| ----- | --- | ---------- | ------------------- |
| Arany | Orlando Martínez | Ökölvívás  | Harmatsúly          |
| Arany | Emilio Correa | Ökölvívás  | Váltósúly           |
| Arany | Teófilo Stevenson | Ökölvívás  | Nehézsúly           |
| Ezüst | Gilberto Carrillo | Ökölvívás  | Félnehézsúly        |
| Bronz | Silvia Chivás | Atlétika   | Női 100 m           |
| Bronz | Silvia Chivás Marlene Elejarde Fulgencia Romay Carmen Valdés | Atlétika   | Női 4 × 100 m váltó |
| Bronz | Nemzeti válogatott José Miguel Álvarez Miguel Calderón Rafael Cañizares Pedro Chappé Juan Domecq Ruperto Herrera Tomás Herrera Conrado Pérez Juan Roca Brunet Franklin Standard Alejandro Urgellés Oscar Varona | Kosárlabda | Férfi               |
| Bronz | Douglas Rodríguez | Ökölvívás  | Légsúly             |

## Atlétika
Férfi
| Versenyző                                            | Versenyszám     | Előfutam      | Előfutam      | Előfutam      | Negyeddöntő | Negyeddöntő | Negyeddöntő | Elődöntő | Elődöntő | Elődöntő | Döntő   | Döntő    |
| Versenyző                                            | Versenyszám     | Idő           | Hely.         | Össz.         | Idő         | Hely.       | Össz.       | Idő      | Hely.    | Össz.    | Idő     | Helyezés |
| ---------------------------------------------------- | --------------- | ------------- | ------------- | ------------- | ----------- | ----------- | ----------- | -------- | -------- | -------- | ------- | -------- |
| Alberto Juantorena                                   | 400 m           | 45,94         | 1.            | 8.*           | 45,96       | 2.          | 6.          | 46,07    | 5.       | 11.      | kiesett | kiesett  |
| Alejandro Casañas                                    | 110 m gát       | nem ért célba | nem ért célba | nem ért célba |             |             |             | kiesett  | kiesett  | kiesett  | kiesett | kiesett  |
| José Triana Juan Morales Hermes Ramírez Pablo Montes | 4 × 100 m váltó | 39,65         | 4.            | 12.           |             |             |             | 39,04    | 5.       | 7.       | kiesett | kiesett  |

| Versenyző   | Versenyszám | Selejtező | Selejtező | Döntő    | Döntő    |
| Versenyző   | Versenyszám | Eredmény  | Helyezés  | Eredmény | Helyezés |
| ----------- | ----------- | --------- | --------- | -------- | -------- |
| Milán Matos | Távolugrás  | 747 cm    | 27.       | kiesett  | kiesett  |
| Pedro Pérez | Hármasugrás | 15,72 m   | 24.       | kiesett  | kiesett  |

Női
| Versenyző                                                      | Versenyszám     | Előfutam | Előfutam | Előfutam | Negyeddöntő      | Negyeddöntő      | Negyeddöntő      | Elődöntő | Elődöntő | Elődöntő | Döntő   | Döntő    |
| Versenyző                                                      | Versenyszám     | Idő      | Hely.    | Össz.    | Idő              | Hely.            | Össz.            | Idő      | Hely.    | Össz.    | Idő     | Helyezés |
| -------------------------------------------------------------- | --------------- | -------- | -------- | -------- | ---------------- | ---------------- | ---------------- | -------- | -------- | -------- | ------- | -------- |
| Silvia Chivás                                                  | 100 m           | 11,18    | 1.       | 1.       | 11,22            | 1.               | 1.               | 11,33    | 2.       | 3.       | 11,24   |          |
| Carmen Valdés                                                  | 100 m           | 11,53    | 2.       | 17.      | 11,46            | 3.               | 10.**            | 11,52    | 6.       | 11.      | kiesett | kiesett  |
| Asunción Acosta                                                | 400 m           | 54,52    | 6.       | 37.      | kiesett          | kiesett          | kiesett          | kiesett  | kiesett  | kiesett  | kiesett | kiesett  |
| Aurelia Pentón                                                 | 400 m           | 53,25    | 3.       | 18.      | 52,02            | 3.               | 5.               | 52,15    | 5.       | 10.      | kiesett | kiesett  |
| Carmen Trustée                                                 | 400 m           | 52,80    | 1.       | 9.       | nem állt rajthoz | nem állt rajthoz | nem állt rajthoz | kiesett  | kiesett  | kiesett  | kiesett | kiesett  |
| Marlene Elejarde Carmen Valdés Fulgencia Romay Silvia Chivás   | 4 × 100 m váltó | 43,67    | 1.       | 4.       |                  |                  |                  |          |          |          | 43,36   |          |
| Asunción Acosta Marcela Chibás Beatriz Castillo Aurelia Pentón | 4 × 400 m váltó | 3:32,44  | 5.       | 10.      |                  |                  |                  |          |          |          | kiesett | kiesett  |

| Versenyző        | Versenyszám | Selejtező | Selejtező | Döntő    | Döntő    |
| Versenyző        | Versenyszám | Eredmény  | Helyezés  | Eredmény | Helyezés |
| ---------------- | ----------- | --------- | --------- | -------- | -------- |
| Marima Rodríguez | Magasugrás  | 173 cm    | 25.       | kiesett  | kiesett  |
| Marcia Garbey    | Távolugrás  | 632 cm    | 11.*      | 652 cm   | 4.       |

* - egy másik versenyzővel azonos időt/eredményt ért el

** - két másik versenyzővel azonos időt ért el

## Birkózás
Szabadfogású
| Versenyző         | Versenyszám | 1. forduló                        | 2. forduló                           | 3. forduló                                       | 4. forduló                  | 5. forduló                     | 6. forduló        | 7. forduló        | Döntő             | Helyezés    |
| Versenyző         | Versenyszám | Ellenfél Eredmény                 | Ellenfél Eredmény                    | Ellenfél Eredmény                                | Ellenfél Eredmény           | Ellenfél Eredmény              | Ellenfél Eredmény | Ellenfél Eredmény | Ellenfél Eredmény | Helyezés    |
| ----------------- | ----------- | --------------------------------- | ------------------------------------ | ------------------------------------------------ | --------------------------- | ------------------------------ | ----------------- | ----------------- | ----------------- | ----------- |
| Miguel Alonso     | 52 kg       | Dorjzovdyn Ganbat (MGL) · 3.5-0.5 | Vincenzo Grassi (ITA) · 3-1          | kiesett                                          | kiesett                     | kiesett                        | kiesett           |                   | kiesett           | helyezetlen |
| Jorge Ramos       | 57 kg       | Ditta Allah (PAK) · 1-3           | Ghulam Sideer (AFG) · 1-3            | Nicolae Dumitru (ROU) · 1-3                      | erőnyerő                    | Horst Mayer (GDR) · 3-1        | kiesett           | kiesett           | kiesett           | 8.          |
| José Ramos        | 62 kg       | Gerhard Weisenberger (FRG) · 1-3  | Samseddin Szajed-Abbaszi (IRI) · 3-1 | Abe Kijosi (JPN) · kétvállas                     | kiesett                     | kiesett                        | kiesett           |                   | kiesett           | helyezetlen |
| Eduardo Quintero  | 68 kg       | Gabriel Ruz (MEX) · 1-3           | Josef Engel (TCH) · kétvállas        | Ismail Yuseinov (BUL) · kétvállas                | kiesett                     | kiesett                        |                   |                   | kiesett           | helyezetlen |
| Francisco Lebeque | 74 kg       | Josida Tositada (JPN) · kizárták  | Adolf Seger (FRG) · kétvállas        | kiesett                                          | kiesett                     | kiesett                        | kiesett           |                   | kiesett           | helyezetlen |
| Lupe Lara         | 82 kg       | Jan Wypiorczyk (POL) · kétvállas  | Kurt Elmgren (SWE) · 3-1             | kiesett                                          | kiesett                     | kiesett                        | kiesett           |                   | kiesett           | helyezetlen |
| Bárbaro Morgan    | 90 kg       | Ion Marton (ROU) · 1-3            | Roland Andersson (SWE) · 1-3         | Kvak Gvangung (Kwak Gwang-ung) (KOR) · kétvállas | Michel Grangier (FRA) · 1-3 | Ben Peterson (USA) · kétvállas | kiesett           |                   | kiesett           | 5.          |

## Cselgáncs
| Versenyző        | Versenyszám  | Csoport | Selejtező         | 1. forduló                            | 2. forduló                 | 3. forduló              | 4. forduló                     | Vigaszág 1. forduló | Vigaszág 2. forduló | Vigaszág 3. forduló                | Elődöntő          | Döntő             | Helyezés |
| Versenyző        | Versenyszám  | Csoport | Ellenfél Eredmény | Ellenfél Eredmény                     | Ellenfél Eredmény          | Ellenfél Eredmény       | Ellenfél Eredmény              | Ellenfél Eredmény   | Ellenfél Eredmény   | Ellenfél Eredmény                  | Ellenfél Eredmény | Ellenfél Eredmény | Helyezés |
| ---------------- | ------------ | ------- | ----------------- | ------------------------------------- | -------------------------- | ----------------------- | ------------------------------ | ------------------- | ------------------- | ---------------------------------- | ----------------- | ----------------- | -------- |
| Héctor Rodríguez | Könnyűsúly   | B       |                   | erőnyerő                              | Renato Repuyan (PHI) · GY  | Marian Tałaj (POL) · GY | Jean-Jacques Mounier (FRA) · V |                     |                     | Kim Jongik (Kim Yong-ik) (PRK) · V | kiesett           | kiesett           | 5.       |
| Isaac Azcuy      | Középsúly    | B       | erőnyerő          | Philippe Aubert (SUI) · V             | kiesett                    | kiesett                 | kiesett                        |                     |                     |                                    |                   |                   | 19.      |
| José Ibañez      | Félnehézsúly | B       |                   | Luvsansharavyn Rentsendorj (MGL) · GY | Terry Farnsworth (CAN) · V | kiesett                 | kiesett                        |                     |                     |                                    |                   |                   | 13.      |

## Evezés
| Versenyző                                                | Versenyszám              | Előfutam | Előfutam | Vigaszág | Vigaszág | Elődöntő | Elődöntő | Döntő   | Döntő   | Döntő   | Helyezés    |
| Versenyző                                                | Versenyszám              | Idő      | Hely.    | Idő      | Hely.    | Idő      | Hely.    | Típus   | Idő     | Hely.   | Helyezés    |
| -------------------------------------------------------- | ------------------------ | -------- | -------- | -------- | -------- | -------- | -------- | ------- | ------- | ------- | ----------- |
| Lázaro Rivero Teófilo López Jesús Rosello (kormányos)    | Kormányos kettes         | 8:17,34  | 5.       | 8:37,14  | 4.       | kiesett  | kiesett  | kiesett | kiesett | kiesett | helyezetlen |
| Eralio Cabrera Troadio Delgado Ramón Luperón Angel Serra | Kormányos nélküli négyes | 7:07,61  | 5.       | 7:11,23  | 2.       | 7:36,30  | 6.       | B       | 7:10,83 | 6.      | 12.         |

## Kajak-kenu

### Síkvízi
Férfi
| Versenyző                      | Versenyszám         | Előfutam | Előfutam | Előfutam | Vigaszág | Vigaszág | Vigaszág | Elődöntő | Elődöntő | Elődöntő | Döntő   | Döntő    |
| Versenyző                      | Versenyszám         | Idő      | Hely.    | Össz.    | Idő      | Hely.    | Össz.    | Idő      | Hely.    | Össz.    | Idő     | Helyezés |
| ------------------------------ | ------------------- | -------- | -------- | -------- | -------- | -------- | -------- | -------- | -------- | -------- | ------- | -------- |
| Edicto Gilbert                 | Kajak egyes 1000 m  | 4:09,32  | 4.       | 12.      | 4:04,45  | 2.       | 8.       | 3:59,77  | 5.       | 14.      | kiesett | kiesett  |
| Edicto Gilbert Rogelio Chirino | Kajak kettes 1000 m | 3:57,41  | 8.       | 20.      | 3:44,15  | 4.       | 8.       | kiesett  | kiesett  | kiesett  | kiesett | kiesett  |

## Kerékpározás

### Országúti kerékpározás
| Versenyző                                                                     | Versenyszám     | Idő             | Helyezés      |
| ----------------------------------------------------------------------------- | --------------- | --------------- | ------------- |
| Gregorio Aldo Arencibia                                                       | Mezőnyverseny   | 4:18:54 (+4:17) | 75.           |
| José Prieto                                                                   | Mezőnyverseny   | nem ért célba   | nem ért célba |
| Pedro Rodríguez                                                               | Mezőnyverseny   | nem ért célba   | nem ért célba |
| Raúl Marcelo Vázquez                                                          | Mezőnyverseny   | nem ért célba   | nem ért célba |
| Gregorio Aldo Arencibia Roberto Menéndez Pedro Rodríguez Raúl Marcelo Vázquez | Csapat időfutam | 2:17:24 (+6:07) | 16.           |

### Pálya-kerékpározás
Üldözőversenyek
| Versenyző                                                                      | Versenyszám  | Selejtező | Selejtező | Negyeddöntő  | Negyeddöntő | Negyeddöntő | Elődöntő     | Elődöntő  | Elődöntő | Döntő        | Döntő     | Helyezés |
| Versenyző                                                                      | Versenyszám  | Idő       | Hely.     | Ellenfél Idő | Saját idő   | Hely.       | Ellenfél Idő | Saját idő | Hely.    | Ellenfél Idő | Saját idő | Helyezés |
| ------------------------------------------------------------------------------ | ------------ | --------- | --------- | ------------ | ----------- | ----------- | ------------ | --------- | -------- | ------------ | --------- | -------- |
| Roberto Heredero                                                               | Férfi egyéni | 5:07,70   | 21.       | kiesett      | kiesett     | kiesett     | kiesett      | kiesett   | kiesett  | kiesett      | kiesett   | 21.      |
| Gregorio Aldo Arencibia Roberto Heredero Roberto Menéndez Raúl Marcelo Vázquez | Férfi csapat | 4:44,43   | 18.       | kiesett      | kiesett     | kiesett     | kiesett      | kiesett   | kiesett  | kiesett      | kiesett   | 18.      |

## Kosárlabda
| Kubai férfi kosárlabdacsapat-játékoskeret                                                                 | Kubai férfi kosárlabdacsapat-játékoskeret                                                                  |
| --- | --- |
| - José Miguel Álvarez - Miguel Calderón - Rafael Cañizares - Pedro Chappé - Juan Domecq - Ruperto Herrera | - Tomás Herrera - Conrado Pérez - Juan Roca Brunet - Franklin Standard - Alejandro Urgellés - Oscar Varona |

### Eredmények
Csoportkör
A csoport
| Csapat                 | M | Gy | V | P+  | P–  | Pk   |
| ---------------------- | - | -- | - | --- | --- | ---- |
| Egyesült Államok (USA) | 7 | 7  | 0 | 542 | 312 | +230 |
| Kuba (CUB)             | 7 | 6  | 1 | 560 | 445 | +115 |
| Brazília (BRA)         | 7 | 4  | 3 | 561 | 490 | +71  |
| Csehszlovákia (TCH)    | 7 | 4  | 3 | 493 | 489 | +4   |
| Spanyolország (ESP)    | 7 | 3  | 4 | 486 | 500 | –14  |
| Ausztrália (AUS)       | 7 | 3  | 4 | 523 | 524 | –1   |
| Japán (JPN)            | 7 | 1  | 6 | 442 | 643 | –201 |
| Egyiptom (EGY)         | 7 | 0  | 7 | 440 | 644 | –204 |

| 1972. augusztus 27. 9:00 | Kuba (CUB) | 105 – 64 | Egyiptom (EGY) |  |
| 1972. augusztus 27. 9:00 | (50–33)    |          |                |  |

| 1972. augusztus 28. 14:30 | Kuba (CUB) | 74 – 53 | Spanyolország (ESP) |  |
| 1972. augusztus 28. 14:30 | (36–24)    |         |                     |  |

| 1972. augusztus 29. 18:30 | Egyesült Államok (USA) | 67 – 48 | Kuba (CUB) |  |
| 1972. augusztus 29. 18:30 | (33–21)                |         |            |  |

| 1972. augusztus 30. 14:30 | Csehszlovákia (TCH) | 65 – 77 | Kuba (CUB) |  |
| 1972. augusztus 30. 14:30 | (32–41)             |         |            |  |

| 1972. szeptember 1. 9:00 | Ausztrália (AUS) | 70 – 84 | Kuba (CUB) |  |
| 1972. szeptember 1. 9:00 | (31–42)          |         |            |  |

| 1972. szeptember 2. 14:30 | Japán (JPN) | 63 – 108 | Kuba (CUB) |  |
| 1972. szeptember 2. 14:30 | (34–51)     |          |            |  |

| 1972. szeptember 3. 18:30 | Kuba (CUB) | 64 – 63 | Brazília (BRA) |  |
| 1972. szeptember 3. 18:30 | (30–39)    |         |                |  |

Elődöntő
| 1972. szeptember 7. 15:00 | Szovjetunió (URS) | 67 – 61 | Kuba (CUB) |  |
| 1972. szeptember 7. 15:00 | (35–36)           |         |            |  |

Bronzmérkőzés
| 1972. szeptember 8. 20:00 | Kuba (CUB) | 66 – 65 | Olaszország (ITA) |  |
| 1972. szeptember 8. 20:00 | (43–40)    |         |                   |  |

| Csapat     | Helyezés |
| ---------- | -------- |
| Kuba (CUB) |          |

## Ökölvívás
| Versenyző           | Versenyszám   | Selejtező                | 32-es főtábla                 | Nyolcaddöntő                         | Negyeddöntő                   | Elődöntő                   | Döntő                          | Helyezés |
| Versenyző           | Versenyszám   | Ellenfél Eredmény        | Ellenfél Eredmény             | Ellenfél Eredmény                    | Ellenfél Eredmény             | Ellenfél Eredmény          | Ellenfél Eredmény              | Helyezés |
| ------------------- | ------------- | ------------------------ | ----------------------------- | ------------------------------------ | ----------------------------- | -------------------------- | ------------------------------ | -------- |
| Rafael Carbonell    | Papírsúly     |                          | Prudencio Cardona (COL) · 5-0 | Syed Abdul Kadir (SIN) · RSC         | Enrique Rodríguez (ESP) · 1-4 | kiesett                    | kiesett                        | 5.       |
| Douglas Rodríguez   | Légsúly       | Jorge Mejía (ECU) · 5-0  | Nagai Fudzsio (JPN) · 5-0     | Constantin Gruiescu (ROU) · 3-2      | Boris Zoriktuyev (URS) · RSC  | Leo Rwabwogo (UGA) · 2-3   | kiesett                        |          |
| Orlando Martínez    | Harmatsúly    | erőnyerő                 | Win Maung (BIR) · 4-1         | Michael Dowling (IRL) · 3-2          | Ferry Moniaga (INA) · 5-0     | George Turpin (GBR) · 3-2  | Alfonso Zamora (MEX) · 5-0     |          |
| Orlando Palacios    | Pehelysúly    | Joe Cofie (GHA) · 4-1    | Gabriel Pometcu (ROU) · 1-4   | kiesett                              | kiesett                       | kiesett                    | kiesett                        | 17.      |
| Enrique Regüeiferos | Könnyűsúly    | erőnyerő                 | Peter Hess (FRG) · 1-4        | kiesett                              | kiesett                       | kiesett                    | kiesett                        | 17.      |
| Andrés Molina       | Kisváltósúly  |                          | Pentti Saarman (FIN) · RSC    | Anatoly Kamnev (URS) · KO            | Ray Seales (USA) · 2-3        | kiesett                    | kiesett                        | 5.       |
| Emilio Correa       | Váltósúly     | erőnyerő                 | Damiano Lassandro (ITA) · 5-0 | Manfred Wolke (GDR) · RSC            | Günther Meier (FRG) · 3-2     | Jesse Valdez (USA) · 3-2   | Kajdi János (HUN) · 5-0        |          |
| Rolando Garbey      | Nagyváltósúly | Ricky Barnor (GHA) · 5-0 | Franz Csandl (AUT) · 5-0      | Im Dzsegun (Im Jae-geun) (KOR) · RSC | Wiesław Rudkowski (POL) · 1-4 | kiesett                    | kiesett                        | 5.       |
| Alejandro Montoya   | Középsúly     |                          | Alec Năstac (ROU) · KO        | William Knight (GBR) · RSC           | Marvin Johnson (USA) · 0-5    | kiesett                    | kiesett                        | 5.       |
| Gilberto Carrillo   | Félnehézsúly  |                          | erőnyerő                      | Ernesto Sánchez (VEN) · KO           | Harald Skog (NOR) · RSC       | Isaac Ikhouria (NGR) · 5-0 | Mate Parlov (YUG) · RSC        |          |
| Teófilo Stevenson   | Nehézsúly     |                          |                               | Ludwik Denderys (POL) · RSC          | Duane Bobick (USA) · RSC      | Peter Hussing (FRG) · RSC  | Ion Alexe (ROU) · visszalépett |          |

## Röplabda

### Férfi
| Kubai férfi röplabdacsapat-játékoskeret                                                             | Kubai férfi röplabdacsapat-játékoskeret                                                                        |
| --------------------------------------------------------------------------------------------------- | --- |
| - Luis Calderon - Pedro Delgado - Carlos Dilaut - Alfredo Figueredo - Enrique Fortes - Luis Jiménez | - Diego Lapera - Ernesto Martínez - Lorenzo Martínez - Antonio Rodríguez - Orlando Samuell - Jorge Pérez Vento |

#### Eredmények
Csoportkör
B csoport
|                |      | Mérkőzések | Mérkőzések | Szettek | Szettek | Szettek | Pontok | Pontok | Pontok |
| Csapat         | Pont | Gy         | V          | Sz+     | Sz–     | SzA     | P+     | P–     | PA     |
| -------------- | ---- | ---------- | ---------- | ------- | ------- | ------- | ------ | ------ | ------ |
| Japán (JPN)    | 10   | 5          | 0          | 15      | 0       | MAX     | 225    | 95     | 2,368  |
| NDK (GDR)      | 9    | 4          | 1          | 12      | 4       | 3,000   | 200    | 162    | 1,235  |
| Románia (ROU)  | 7    | 2          | 3          | 8       | 9       | 0,889   | 201    | 213    | 0,944  |
| Brazília (BRA) | 7    | 2          | 3          | 9       | 13      | 0,692   | 273    | 280    | 0,975  |
| Kuba (CUB)     | 7    | 2          | 3          | 6       | 13      | 0,462   | 212    | 254    | 0,835  |
| NSZK (FRG)     | 5    | 0          | 5          | 4       | 15      | 0,267   | 163    | 270    | 0,604  |

| 1972. augusztus 28. 10:00 | Kuba (CUB)          | 0 – 3 | NDK (GDR) |  |
| 1972. augusztus 28. 10:00 | (7–15, 13–15, 7–15) |       |           |  |

| 1972. augusztus 30. 14:00 | Kuba (CUB)          | 0 – 3 | Japán (JPN) |  |
| 1972. augusztus 30. 14:00 | (10–15, 9–15, 5–15) |       |             |  |

| 1972. szeptember 1. 19:30 | NSZK (FRG)                        | 2 – 3 | Kuba (CUB) |  |
| 1972. szeptember 1. 19:30 | (8–15, 11–15, 15–10, 15–12, 8–15) |       |            |  |

| 1972. szeptember 3. 19:30 | Kuba (CUB)           | 0 – 3 | Románia (ROU) |  |
| 1972. szeptember 3. 19:30 | (7–15, 15–17, 13–15) |       |               |  |

| 1972. szeptember 6. 19:30 | Kuba (CUB)                      | 3 – 2 | Brazília (BRA) |  |
| 1972. szeptember 6. 19:30 | (16–14, 6–15, 15–7, 7–15, 15–9) |       |                |  |

A 9. helyért
| 1972. szeptember 9. 10:00 | Kuba (CUB)          | 0 – 3 | Lengyelország (POL) |  |
| 1972. szeptember 9. 10:00 | (2–15, 7–15, 13–15) |       |                     |  |

| Csapat     | Helyezés |
| ---------- | -------- |
| Kuba (CUB) | 10.      |

### Női
| Kubai női röplabdacsapat-játékoskeret                                                            | Kubai női röplabdacsapat-játékoskeret                                                                        |
| ------------------------------------------------------------------------------------------------ | --- |
| - Nelly Barnet - Evelina Borroto - Ana Díaz - Mavis Guilarte - Claritza Herrera - Miriam Herrera | - Margarita Mayeta - Mercedes Pérez - Mercedes Pomares - Mercedes Roca - Nurys Sebey - Claudina Villaurrutia |

#### Eredmények
Csoportkör
B csoport
|                     |      | Mérkőzések | Mérkőzések | Szettek | Szettek | Szettek | Pontok | Pontok | Pontok |
| Csapat              | Pont | Gy         | V          | Sz+     | Sz–     | SzA     | P+     | P–     | PA     |
| ------------------- | ---- | ---------- | ---------- | ------- | ------- | ------- | ------ | ------ | ------ |
| Japán (JPN)         | 6    | 3          | 0          | 9       | 0       | MAX     | 136    | 56     | 2,429  |
| Észak-Korea (PRK)   | 5    | 2          | 1          | 6       | 3       | 2,000   | 119    | 76     | 1,566  |
| Kuba (CUB)          | 4    | 1          | 2          | 3       | 7       | 0,429   | 73     | 140    | 0,521  |
| Csehszlovákia (TCH) | 3    | 0          | 3          | 1       | 9       | 0,111   | 85     | 141    | 0,603  |

| 1972. augusztus 28. 15:30 | Kuba (CUB)         | 0 – 3 | Észak-Korea (PRK) |  |
| 1972. augusztus 28. 15:30 | (1–15, 8–15, 3–15) |       |                   |  |

| 1972. augusztus 30. 15:30 | Kuba (CUB)         | 0 – 3 | Japán (JPN) |  |
| 1972. augusztus 30. 15:30 | (2–15, 3–15, 5–15) |       |             |  |

| 1972. szeptember 1. 15:30 | Kuba (CUB)                  | 3 – 1 | Csehszlovákia (TCH) |  |
| 1972. szeptember 1. 15:30 | (6–15, 15–12, 15–10, 15–13) |       |                     |  |

Az 5–8. helyért
| 1972. szeptember 2. 15:30 | NSZK (FRG)            | 0 – 3 | Kuba (CUB) |  |
| 1972. szeptember 2. 15:30 | (11–15, 13–15, 15–17) |       |            |  |

Az 5. helyért
| 1972. szeptember 7. 15:30 | Kuba (CUB)                         | 2 – 3 | Magyarország (HUN) |  |
| 1972. szeptember 7. 15:30 | (15–13, 16–14, 14–16, 5–15, 11–15) |       |                    |  |

| Csapat     | Helyezés |
| ---------- | -------- |
| Kuba (CUB) | 6.       |

## Sportlövészet
Nyílt
| Versenyző         | Versenyszám                    | Pont | Helyezés |
| ----------------- | ------------------------------ | ---- | -------- |
| Arturo Costa      | Gyorstüzelő pisztoly           | 583  | 20.      |
| Santiago Trompeta | Szabadpisztoly                 | 535  | 44.      |
| Humberto Cabrera  | Sportpuska, fekvő              | 591  | 44.      |
| Adelso Peña       | Sportpuska, fekvő              | 590  | 51.      |
| Raúl Llanos       | Sportpuska, összetett          | 1134 | 28.      |
| Miguel Valdes     | Sportpuska, összetett          | 1139 | 19.      |
| Miguel Valdes     | Szabadpuska, összetett (300 m) | 1139 | 13.      |
| Roberto Castrillo | Skeet                          | 194  | 5.       |
| Servilio Torres   | Skeet                          | 190  | 24.      |

## Súlyemelés
| Versenyző       | Versenyszám | Nyomás                   | Nyomás                   | Szakítás | Szakítás | Lökés    | Lökés    | Összesen | Helyezés |
| Versenyző       | Versenyszám | Eredmény                 | Helyezés                 | Eredmény | Helyezés | Eredmény | Helyezés | Összesen | Helyezés |
| --------------- | ----------- | ------------------------ | ------------------------ | -------- | -------- | -------- | -------- | -------- | -------- |
| Rolando Chang   | 60 kg       | 120,0                    | 6.                       | 115,0    | 6.       | 142,5    | 7.       | 377,5    | 6.       |
| Abel López      | 82,5 kg     | érvényes kísérlet nélkül | érvényes kísérlet nélkül | kiesett  | kiesett  | kiesett  | kiesett  | kiesett  | kiesett  |
| Juan Curbelo    | 90 kg       | 172,5                    | 5.                       | 140,0    | 9.       | 182,5    | 8.       | 495,0    | 7.       |
| Javier González | 110 kg      | 165,0                    | 20.                      | 147,5    | 12.      | 197,5    | 7.       | 510,0    | 12.      |
| Andrés Martínez | 110 kg      | 170,0                    | 16.                      | 135,0    | 18.      | 195,0    | 9.       | 500,0    | 15.      |
| Fernando Bernal | +110 kg     | 190,0                    | 9.                       | 147,5    | 8.       | 207,5    | 5.       | 545,0    | 8.       |

## Torna
Férfi
| Versenyző                                                                           | Versenyszám      | Selejtező | Selejtező | Döntő    | Döntő    |
| Versenyző                                                                           | Versenyszám      | Pontszám  | Helyezés  | Pontszám | Helyezés |
| ----------------------------------------------------------------------------------- | ---------------- | --------- | --------- | -------- | -------- |
| René Badell                                                                         | Talaj            | 17,25     | 68.       | kiesett  | kiesett  |
| René Badell                                                                         | Ugrás            | 17,50     | 91.       | kiesett  | kiesett  |
| René Badell                                                                         | Korlát           | 17,60     | 75.       | kiesett  | kiesett  |
| René Badell                                                                         | Nyújtó           | 17,60     | 60.       | kiesett  | kiesett  |
| René Badell                                                                         | Gyűrű            | 16,95     | 77.       | kiesett  | kiesett  |
| René Badell                                                                         | Lólengés         | 16,15     | 83.       | kiesett  | kiesett  |
| René Badell                                                                         | Egyéni összetett | 103,05    | 80.       | kiesett  | kiesett  |
| Jorge Cuervo                                                                        | Talaj            | 18,20     | 31.       | kiesett  | kiesett  |
| Jorge Cuervo                                                                        | Ugrás            | 18,35     | 28.       | kiesett  | kiesett  |
| Jorge Cuervo                                                                        | Korlát           | 18,10     | 47.       | kiesett  | kiesett  |
| Jorge Cuervo                                                                        | Nyújtó           | 17,20     | 75.       | kiesett  | kiesett  |
| Jorge Cuervo                                                                        | Gyűrű            | 17,55     | 55.       | kiesett  | kiesett  |
| Jorge Cuervo                                                                        | Lólengés         | 15,95     | 85.       | kiesett  | kiesett  |
| Jorge Cuervo                                                                        | Egyéni összetett | 105,35    | 61.       | kiesett  | kiesett  |
| Luis Ramírez                                                                        | Talaj            | 17,20     | 72.       | kiesett  | kiesett  |
| Luis Ramírez                                                                        | Ugrás            | 17,55     | 88.       | kiesett  | kiesett  |
| Luis Ramírez                                                                        | Korlát           | 17,10     | 93.       | kiesett  | kiesett  |
| Luis Ramírez                                                                        | Nyújtó           | 16,35     | 93.       | kiesett  | kiesett  |
| Luis Ramírez                                                                        | Gyűrű            | 16,15     | 101.      | kiesett  | kiesett  |
| Luis Ramírez                                                                        | Lólengés         | 12,90     | 110.      | kiesett  | kiesett  |
| Luis Ramírez                                                                        | Egyéni összetett | 97,25     | 105.      | kiesett  | kiesett  |
| Roberto Richards                                                                    | Talaj            | 16,85     | 88.       | kiesett  | kiesett  |
| Roberto Richards                                                                    | Ugrás            | 16,85     | 108.      | kiesett  | kiesett  |
| Roberto Richards                                                                    | Korlát           | 18,25     | 38.       | kiesett  | kiesett  |
| Roberto Richards                                                                    | Nyújtó           | 17,95     | 42.       | kiesett  | kiesett  |
| Roberto Richards                                                                    | Gyűrű            | 16,20     | 100.      | kiesett  | kiesett  |
| Roberto Richards                                                                    | Lólengés         | 18,10     | 24.       | kiesett  | kiesett  |
| Roberto Richards                                                                    | Egyéni összetett | 104,20    | 69.       | kiesett  | kiesett  |
| Jorge Rodríguez                                                                     | Talaj            | 17,95     | 38.       | kiesett  | kiesett  |
| Jorge Rodríguez                                                                     | Ugrás            | 17,85     | 76.       | kiesett  | kiesett  |
| Jorge Rodríguez                                                                     | Korlát           | 16,65     | 102.      | kiesett  | kiesett  |
| Jorge Rodríguez                                                                     | Nyújtó           | 17,95     | 42.       | kiesett  | kiesett  |
| Jorge Rodríguez                                                                     | Gyűrű            | 16,95     | 77.       | kiesett  | kiesett  |
| Jorge Rodríguez                                                                     | Lólengés         | 16,90     | 71.       | kiesett  | kiesett  |
| Jorge Rodríguez                                                                     | Egyéni összetett | 104,25    | 68.       | kiesett  | kiesett  |
| Emilio Sagre                                                                        | Talaj            | 17,70     | 50.       | kiesett  | kiesett  |
| Emilio Sagre                                                                        | Ugrás            | 17,65     | 85.       | kiesett  | kiesett  |
| Emilio Sagre                                                                        | Korlát           | 16,25     | 107.      | kiesett  | kiesett  |
| Emilio Sagre                                                                        | Nyújtó           | 17,45     | 70.       | kiesett  | kiesett  |
| Emilio Sagre                                                                        | Gyűrű            | 17,05     | 74.       | kiesett  | kiesett  |
| Emilio Sagre                                                                        | Lólengés         | 14,30     | 104.      | kiesett  | kiesett  |
| Emilio Sagre                                                                        | Egyéni összetett | 100,40    | 94.       | kiesett  | kiesett  |
| René Badell Jorge Cuervo Luis Ramírez Roberto Richards Jorge Rodríguez Emilio Sagre | Csapat összetett |           |           | 519,90   | 14.      |

## Vívás
Férfi
| Versenyző                                                                        | Versenyszám  | Selejtező | Selejtező | Selejtező | Selejtező | Negyeddöntő | Negyeddöntő              | Elődöntő                         | Elődöntő                         | Döntő                                     | Döntő                                     | Helyezés    |
| Versenyző                                                                        | Versenyszám  | 1. kör | 1. kör    | 2. kör | 2. kör    | Negyeddöntő | Negyeddöntő              | Elődöntő                         | Elődöntő                         | Döntő                                     | Döntő                                     | Helyezés    |
| Versenyző                                                                        | Versenyszám  | Ellenfél Eredmény | Hely.     | Ellenfél Eredmény | Hely.     | Ellenfél Eredmény | Hely.                    | Ellenfél Eredmény                | Hely.                            | Ellenfél Eredmény                         | Hely.                                     | Helyezés    |
| -------------------------------------------------------------------------------- | ------------ | --- | --------- | --- | --------- | --- | ------------------------ | -------------------------------- | -------------------------------- | ----------------------------------------- | ----------------------------------------- | ----------- |
| Jesús Gil                                                                        | Tőr, egyéni  | 9. csoport · Christian Noël (FRA) · 1-5 · Nakadzsima Hirosi (JPN) · 1-5 · Nicola Granieri (ITA) · 5-1 · Per Sundberg (SWE) · 5-0 · Herbert Obst (CAN) · 2-5            | 4.        | 2. csoport · Lech Koziejowski (POL) · 4-5 · Vlagyimir Gyenyiszov (URS) · 4-5 · Graham Paul (GBR) · 1-5 · Haukler István (ROU) · 2-5 · Ernest Simon (AUS) · 5-2    | 5.        | kiesett | kiesett                  | kiesett                          | kiesett                          | kiesett                                   | kiesett                                   | helyezetlen |
| Eduardo Jhons                                                                    | Tőr, egyéni  | 4. csoport · Bernard Talvard (FRA) · 3-5 · Klaus Reichert (FRG) · 5-2 · Dan Alon (ISR) · 5-3 · John Bouchier-Hayes (IRL) · 5-0 · Arcangelo Pinelli (ITA) · 3-5         | 3.        | 5. csoport · Szabó Sándor (HUN) · 2-5 · Friedrich Wessel (FRG) · 5-1 · Michael Breckin (GBR) · 5-2 · Greg Benko (AUS) · 5-4 · Szerizava Icsiró (JPN) · 4-5        | 2.        | 1. csoport · Daniel Revenu (FRA) · 2-5 · Mihai Ţiu (ROU) · 2-5 · Marek Dąbrowski (POL) · 4-5 · Klaus Reichert (FRG) · 5-0 · Barry Paul (GBR) · 5-3       | 4.                       | kiesett                          | kiesett                          | kiesett                                   | kiesett                                   | helyezetlen |
| Enrique Salvat                                                                   | Tőr, egyéni  | 5. csoport · Witold Woyda (POL) · 1-5 · Haukler István (ROU) · 2-5 · Greg Benko (AUS) · 1-5 · Roland Losert (AUT) · 5-0 · Yves Daniel Darricau (LIB) · 5-0             | 5.        | kiesett | kiesett   | kiesett | kiesett                  | kiesett                          | kiesett                          | kiesett                                   | kiesett                                   | helyezetlen |
| Manuel Ortíz                                                                     | Kard, egyéni | 8. csoport · Vlagyimir Nazlimov (URS) · 1-5 · Janusz Majewski (POL) · 1-5 · Philippe Bena (FRA) · 5-2 · Joánisz Hadziszarándosz (GRE) · 5-0 · Hermilo Leal (MEX) · 5-2 | 4.        | 2. csoport · Mario Aldo Montano (ITA) · 3-5 · Janusz Majewski (POL) · 2-5 · Walter Convents (FRG) · 4-5 · Guzman Salazar (CUB) · 5-2 · Anani Mihajlov (BUL) · 5-3 | 4.        | 2. csoport · Kovács Tamás (HUN) · 4-5 · Jerzy Pawłowski (POL) · 0-5 · Régis Bonnissent (FRA) · 1-5 · Rolando Rigoli (ITA) · 5-2 · Knut Höhne (FRG) · 5-1 | 4.                       | kiesett                          | kiesett                          | kiesett                                   | kiesett                                   | helyezetlen |
| Guzman Salazar                                                                   | Kard, egyéni | 1. csoport · Michele Maffei (ITA) · 2-5 · Alex Orban (USA) · 3-5 · Borisz Sztavrev (BUL) · 3-5 · Bernd Brodar (AUT) · 5-4 · Matthew Chan (HKG) · 5-3                   | 4.        | 2. csoport · Mario Aldo Montano (ITA) · 3-5 · Janusz Majewski (POL) · 3-5 · Walter Convents (FRG) · 1-5 · Manuel Ortíz (CUB) · 2-5 · Anani Mihajlov (BUL) · 5-1   | 5.        | kiesett | kiesett                  | kiesett                          | kiesett                          | kiesett                                   | kiesett                                   | helyezetlen |
| Francisco de la Torre                                                            | Kard, egyéni | 9. csoport · Rolando Rigoli (ITA) · 4-5 · Alfonso Morales (USA) · 3-5 · Marót Péter (HUN) · 5-4 · Mehmet Akpınar (TUR) · 5-1 · Istvan Kulcsar (SUI) · 5-4              | 4.        | 1. csoport · Kovács Tamás (HUN) · 2-5 · Rolando Rigoli (ITA) · 2-5 · Budaházi József (ROU) · 3-5 · Alfonso Morales (USA) · 3-5 · Sztojko Lipcsev (BUL) · 5-3      | 6.        | kiesett | kiesett                  | kiesett                          | kiesett                          | kiesett                                   | kiesett                                   | helyezetlen |
| Jorge Garbey Jesús Gil Evelio González Eduardo Jhons Enrique Salvat              | Tőr, csapat  | 2. csoport · Nagy-Britannia (GBR) · 11-5 · Franciaország (FRA) · 1-9                                                                                                   | 2.        | |           | Magyarország (HUN) · 6-9 | Magyarország (HUN) · 6-9 | 5–6. helyért · Japán (JPN) · 6-9 | 5–6. helyért · Japán (JPN) · 6-9 | kiesett                                   | kiesett                                   | 7.          |
| Hilario Hipólito Manuel Ortíz Guzman Salazar Manuel Suárez Francisco de la Torre | Kard, csapat | 2. csoport · Egyesült Államok (USA) · 9-7 · Franciaország (FRA) · 5-9                                                                                                  | 2.        | |           | Magyarország (HUN) · 2-9 | Magyarország (HUN) · 2-9 | 5–6. helyért · NSZK (FRG) · 9-6  | 5–6. helyért · NSZK (FRG) · 9-6  | Az 5. helyért · Lengyelország (POL) · 5-9 | Az 5. helyért · Lengyelország (POL) · 5-9 | 6.          |

Női
| Versenyző                                                                              | Versenyszám | Selejtező | Selejtező | Negyeddöntő | Negyeddöntő | Elődöntő          | Elődöntő | Döntő             | Döntő   | Helyezés    |
| Versenyző                                                                              | Versenyszám | Ellenfél Eredmény | Hely.     | Ellenfél Eredmény | Hely.       | Ellenfél Eredmény | Hely.    | Ellenfél Eredmény | Hely.   | Helyezés    |
| -------------------------------------------------------------------------------------- | ----------- | --- | --------- | --- | ----------- | ----------------- | -------- | ----------------- | ------- | ----------- |
| María Esther García                                                                    | Tőr, egyéni | 2. csoport · Irmela Broniecki (FRG) · 1-4 · Susan Green (GBR) · 3-4 · Rejtő Ildikó (HUN) · 1-4 · Szabó Orbán Olga (ROU) · 1-4                                           | 5.        | kiesett | kiesett     | kiesett           | kiesett  | kiesett           | kiesett | helyezetlen |
| Marlene Infante                                                                        | Tőr, egyéni | 1. csoport · Alekszandra Zabelina (URS) · 2-4 · Max Madsen (DEN) · 4-2 · Marie-Chantal Demaille (FRA) · 4-3 · Harriet King (USA) · 3-4 · Waltraut Peck-Repa (AUT) · 2-4 | 4.        | kiesett | kiesett     | kiesett           | kiesett  | kiesett           | kiesett | helyezetlen |
| Margarita Rodríguez                                                                    | Tőr, egyéni | 8. csoport · Maria Consolata Collino (ITA) · 3-4 · Jelena Novikova (URS) · 4-3 · Madeleine Heitz (SUI) · 4-0 · Karin Rutz-Gießelmann (FRG) · 3-4                        | 3.        | 3. csoport · Katarína Lokšová-Ráczová (TCH) · 2-4 · Giulia Lorenzoni (ITA) · 3-4 · Jeneiné Gyulai Ilona (ROU) · 3-4 · Bóbis Ildikó (HUN) · 4-2 | 5.          | kiesett           | kiesett  | kiesett           | kiesett | helyezetlen |
| Irene Forbes María Esther García Marlene Infante Margarita Rodríguez Nereida Rodríguez | Tőr, csapat | 3. csoport · Magyarország (HUN) · 2-14 · Szovjetunió (URS) · 5-11 | 3.        | kiesett | kiesett     | kiesett           | kiesett  | kiesett           | kiesett | helyezetlen |

## Vízilabda
| Kubai férfi vízilabdacsapat-játékoskeret                                                                               | Kubai férfi vízilabdacsapat-játékoskeret                                          |
| --- | --------------------------------------------------------------------------------- |
| - Eugenio Almenteros - Guillermo Cañete - Orlando Cowley - Osvaldo García - Guillermo Martínez Ginoris - Oscar Periche | - Jesús Pérez - Jorge Rizo - David Rodríguez - Gerardo Rodríguez - Carlos Sánchez |

### Eredmények
Csoportkör
A csoport
| Csapat                 | M | Gy | D | V | G+ | G– | Gk  | P  |
| ---------------------- | - | -- | - | - | -- | -- | --- | -- |
| Egyesült Államok (USA) | 5 | 5  | 0 | 0 | 31 | 18 | +13 | 10 |
| Jugoszlávia (YUG)      | 5 | 4  | 0 | 1 | 35 | 24 | +11 | 8  |
| Kuba (CUB)             | 5 | 3  | 0 | 2 | 28 | 23 | +5  | 6  |
| Románia (ROU)          | 5 | 2  | 0 | 3 | 38 | 26 | +12 | 4  |
| Mexikó (MEX)           | 5 | 1  | 0 | 4 | 25 | 30 | –5  | 2  |
| Kanada (CAN)           | 5 | 0  | 0 | 5 | 14 | 50 | –36 | 0  |

| 1972. augusztus 27. 16:00 | Mexikó (MEX)         | 4 – 6 | Kuba (CUB) |  |
| 1972. augusztus 27. 16:00 | (1–2, 0–1, 1–1, 2–2) |       |            |  |
| 1972. augusztus 27. 16:00 | Fernández 2          |       | Sánchez 2  |  |

| 1972. augusztus 28. 12:00 | Egyesült Államok (USA) | 7 – 6 | Kuba (CUB) |  |
| 1972. augusztus 28. 12:00 | (1–1, 1–0, 2–1, 3–4)   |       |            |  |
| 1972. augusztus 28. 12:00 | Bradley 3              |       | Sánchez 3  |  |

| 1972. augusztus 29. 16:00 | Románia (ROU)        | 3 – 4 | Kuba (CUB)   |  |
| 1972. augusztus 29. 16:00 | (0–2, 2–1, 0–1, 1–0) |       |              |  |
| 1972. augusztus 29. 16:00 | Claudiu Rusu 2       |       | Almenteros 2 |  |

| 1972. augusztus 30. 10:00 | Jugoszlávia (YUG)    | 7 – 5 | Kuba (CUB) |  |
| 1972. augusztus 30. 10:00 | (0–2, 3–1, 2–1, 2–1) |       |            |  |
| 1972. augusztus 30. 10:00 | Lopatni 3            |       | Sánchez 4  |  |

| 1972. augusztus 31. 11:00 | Kuba (CUB)           | 7 – 2 | Kanada (CAN) |  |
| 1972. augusztus 31. 11:00 | (2–0, 2–0, 1–2, 2–0) |       |              |  |
| 1972. augusztus 31. 11:00 | Pérez 2              |       | Packer 2     |  |

7–12. helyért
| 1972. szeptember 1. 14:00 | Kuba (CUB)           | 6 – 5 | Ausztrália (AUS) |  |
| 1972. szeptember 1. 14:00 | (1–1, 3–2, 1–1, 1–1) |       |                  |  |
| 1972. szeptember 1. 14:00 | Sánchez 3            |       | Nunn 3           |  |

| 1972. szeptember 2. 15:00 | Kuba (CUB)           | 6 – 8 | Hollandia (NED) |  |
| 1972. szeptember 2. 15:00 | (2–1, 2–5, 0–2, 2–0) |       |                 |  |
| 1972. szeptember 2. 15:00 | Sánchez, Cowley 2    |       | Bras 5          |  |

| 1972. szeptember 3. 14:00 | Kuba (CUB)           | 4 – 3 | Spanyolország (ESP) |  |
| 1972. szeptember 3. 14:00 | (2–1, 1–2, 0–0, 1–0) |       |                     |  |
| 1972. szeptember 3. 14:00 | Cowley 2             |       | Jané 2              |  |

| 1972. szeptember 4. 10:00 | Kuba (CUB)           | 4 – 4 | Bulgária (BUL) |  |
| 1972. szeptember 4. 10:00 | (0–0, 2–3, 1–0, 1–1) |       |                |  |
| 1972. szeptember 4. 10:00 | Sánchez 2            |       | T. Tomov 3     |  |

A táblázat tartalmazza a B csoportban lejátszott Románia – Kuba 3–4-es eredményt.
| Csapat              | M | Gy | D | V | G+ | G– | Gk | P |
| ------------------- | - | -- | - | - | -- | -- | -- | - |
| Hollandia (NED)     | 5 | 4  | 1 | 0 | 29 | 20 | +9 | 9 |
| Románia (ROU)       | 5 | 3  | 1 | 1 | 24 | 19 | +5 | 7 |
| Kuba (CUB)          | 5 | 3  | 1 | 1 | 24 | 23 | +1 | 7 |
| Spanyolország (ESP) | 5 | 2  | 0 | 3 | 26 | 26 | 0  | 4 |
| Bulgária (BUL)      | 5 | 0  | 2 | 3 | 17 | 23 | –6 | 2 |
| Ausztrália (AUS)    | 5 | 0  | 1 | 4 | 18 | 27 | –9 | 1 |

| Csapat     | Helyezés |
| ---------- | -------- |
| Kuba (CUB) | 9.       |